# Friedrich Werner von der Schulenburg
Friedrich-Werner Erdmann Matthias Johann Bernhard Erich Graf von der Schulenburg (20. listopadu 1875 Kemberg – 10. listopadu 1944 věznice Plötzensee) byl německý diplomat, odpůrce nacistického režimu popravený po atentátu na Hitlera.

## Život
Friedrich-Werner se narodil v Kembergu v Sasku-Anhaltsku, patřil ke starobylé německé šlechtě Schulenburgů, jeho otcem byl hrabě Bernard von der Schuleburg. Studoval na „Vilémově gymnáziu“ (Herzogliches Wilhelm-Gymnasium) v Braunschweigu, které roku 1894 ukončil maturitou. Po maturitě studoval práva v Lausanne, Mnichově a Berlíně. V roce 1901 nastoupil na ministerstvo zahraničí. Po službě v Barceloně, Lemberku, Praze a Neapoli se jeho činnost v roce 1907 přesunula do carského Ruska. V letech 1907–1911 by vicekonzulem ve Varšavě a v letech 1911–1914 byl konzulem v Tbilisi.